# 최규식 (연출가)
최규식은 대한민국의 텔레비전 드라마 연출감독이다.

## 드라마
- 2015년  tvN 월화미니시리즈 《식샤를 합시다 2》 ... 공동연출
- 2016년  tvN 월화 미니시리즈《혼술남녀》 ... 연출
- 2018년  tvN 월화 미니시리즈 《식샤를 합시다 3》 ... 공동연출
- 2020년 ~ 2021년  JTBC 금토 미니시리즈 《허쉬》 ... 연출
- 2022년  ENA 수목 미니시리즈 《얼어죽을 연애따위》 ... 연출

## 시트콤
- 2001년 ~ 2002년 MBC 월요시트콤 《연인들》 ... 프로듀서
- 2007년  tvN 금요시트콤 《막돼먹은 영애씨 시즌2》 ... 공동연출
- 2008년  tvN 금토시트콤 《막돼먹은 영애씨 시즌4》 ... 공동연출
- 2009년 ~ 2010년  tvN 금요시트콤 《막돼먹은 영애씨 시즌6》 ... 공동연출
- 2010년  tvN 금요시트콤 《막돼먹은 영애씨 시즌7》 ... 공동연출
- 2010년 ~ 2011년  tvN 금요시트콤 《막돼먹은 영애씨 시즌8》 ... 프로듀서